# Geografía de Galicia

Mapa topográfico de Galicia

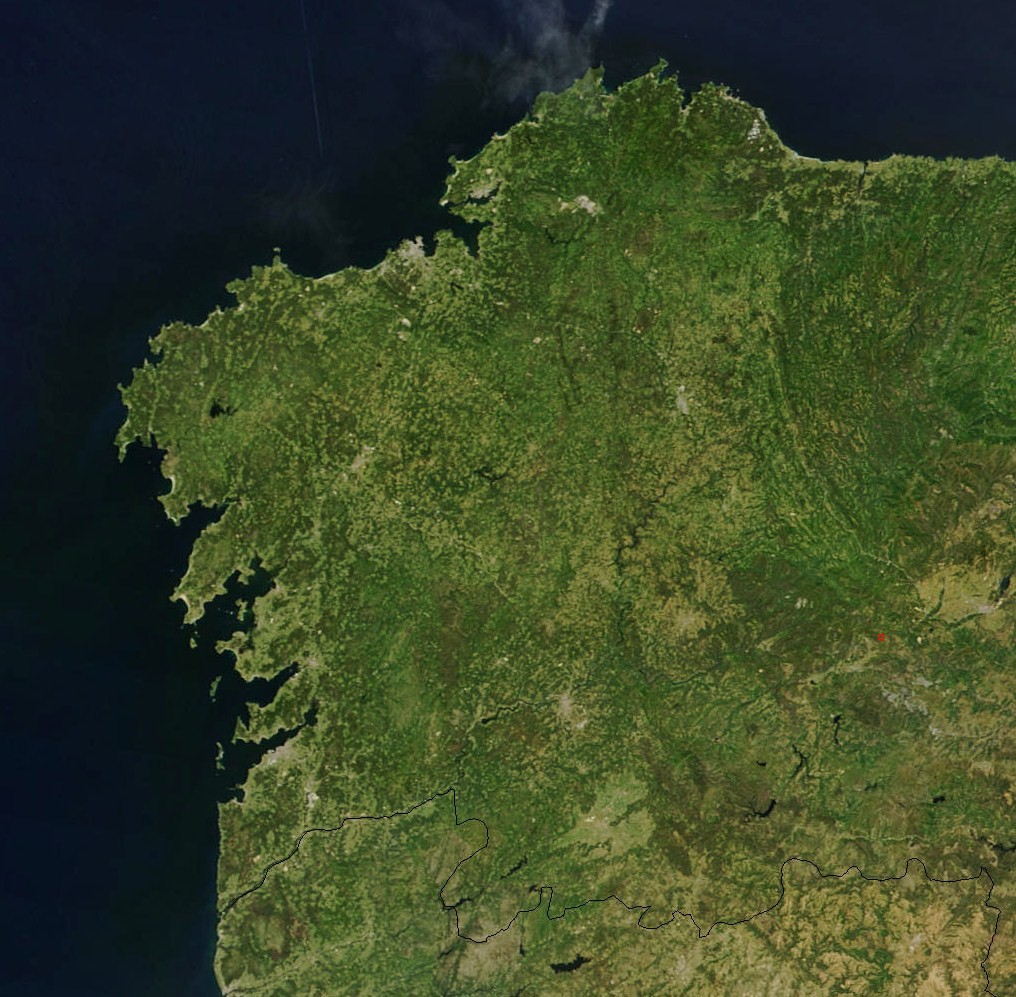
Imagen del noroeste peninsular realizada por un satélite de la NASA.

Mapa de Galicia, delimitando las distintas cuencas hidrográficas

La geografía de Galicia se caracteriza por el contraste entre los relieves costero, de baja altitud, y el del interior, de una mayor altitud. También contrasta la morfología entre las llanuras elevadas septentrionales y las sierras y depresiones meridionales.

## Límites
El territorio de Galicia está comprendido entre 43°47′ N (Estaca de Bares) y 41°49′ N (frontera con Portugal en el parque de Xerés) en latitud. En longitud, entre 6°42′ O (límite entre Orense y Zamora) y 9°18′ O (conseguido prácticamente en dos lugares: cabo de la Nave en Finisterre y cabo Touriñán)

## La costa de Galicia

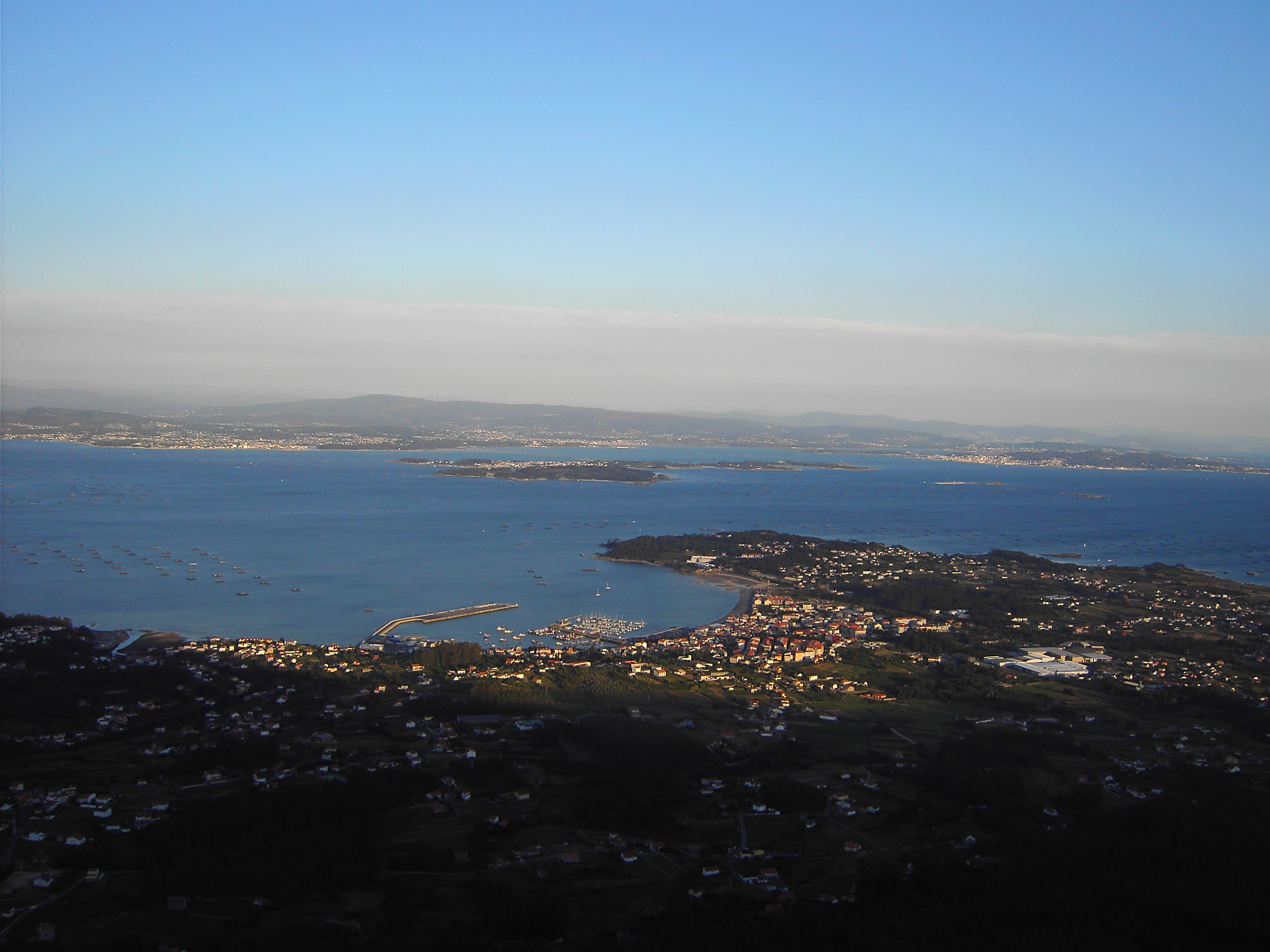
La ría de Arosa constituye la mayor ría gallega en superficie.

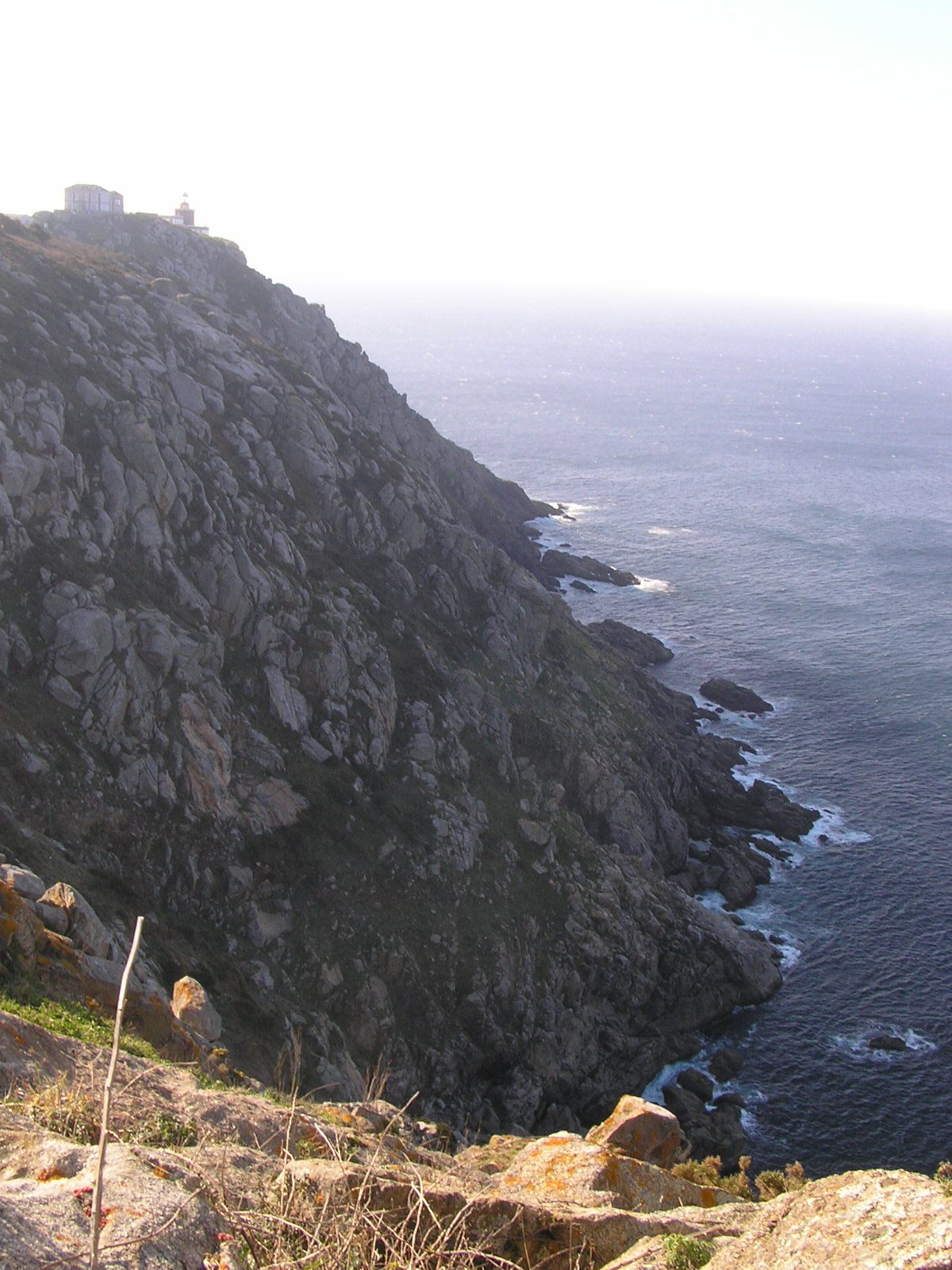
Cabo Fisterra.

La costa peninsular gallega cuenta con 1.498 kilómetros distribuidos de la siguiente manera: 144 km en la provincia de Lugo, 956 km en la provincia de La Coruña y 398 km en la provincia de Pontevedra (se excluyen de esta medición las islas e islotes pertenecientes a la comunidad gallega). Según el Plan de ordenación del litoral de Galicia aprobado por Decreto 20/2.011 de la Consellería de Medio Ambiente (DOGA n.º 37, de 23 de febrero de 2011), la longitud de la costa gallega es de 2.555 kilómetros que se componen de 1.659 kilómetros de perímetro costero, 432 kilómetros de islas y 464 kilómetros de marismas. Contando con sus islas, algunas de ellas habitadas como la Isla de Arosa (4.958 habitantes en 2.018), A Toxa y Ons, Galicia es la comunidad autónoma con mayor longitud de costa, archipiélagos incluidos, casi triplicando la longitud de costa de la segunda comunidad peninsular, Andalucía. La longitud de su costa con las islas y marismas es superior a la distancia entre La Coruña y la capital de la República Checa, Praga (2.396 km). 
La provincia de La Coruña, con sus 956 kilómetros de perímetro costero (sin contar sus islas), es la que atesora más kilómetros de costa en toda España aun contando cualquiera de las islas de las Canarias o, individualmente, las Islas Baleares. El litoral gallego tiene multitud de entrantes y salientes e islas pequeñas, y en general es escarpado o con descensos poco suaves. Alternan lugares con características diferentes, como Corrubedo en las Rías Bajas o la Rasa Cantábrica en la Mariña de Lugo: el primero, un lugar de características dunares en una costa de perfil bajo, y el segundo, una zona de deposición geológica elevada sobre su nivel original.

La mayoría de la población vive al lado de las rías atlánticas, en los mayores núcleos urbanos y sus áreas de influencia. Las rías tienen importancia pesquera, contribuyendo a que la costa gallega sea una de las zonas pesqueras más importantes del mundo. También atraen multitud de turistas por las magníficas vistas y playas.

### Las rías de Galicia
Geográficamente, una de las peculiaridades de Galicia es la presencia de las rías, indentaciones en la costa en las que el mar anegó valles fluviales por descenso del nivel terrestre (ascenso relativo del nivel marino). Las rías están tradicionalmente divididas en Rías Altas y Rías Bajas, según su posición respecto al cabo Finisterre como punto más occidental de Galicia. La leyenda, menos prosaica que la ciencia, nos dice que las Rías Bajas se formaron cuando Dios, en el séptimo día tras la Creación, se sentó a descansar y a disfrutar de su obra en el lugar más bonito apoyando su mano de modo que los dedos dieron origen a las cinco rías entre Corcubión (dedo pulgar) y Vigo (dedo meñique).
Las Rías Altas son las de Ribadeo, Foz,  Vivero,  El Barquero, en el mar Cantábrico (es decir, al este de Estaca de Bares como punto más al norte de Galicia), y Ortigueira, Cedeira, Ferrol, Betanzos, La Coruña, Corme y Lage y Camariñas. 
Las Rías Bajas, todas en la fachada atlántica, son de mayor tamaño. Enumeradas (de norte a sur) son  Muros y Noya, Arosa, Pontevedra y Vigo.

### Cabos
Los cabos más conocidos son:
- Estaca de Bares, que marca el punto más al norte de Galicia y la separación entre el océano Atlántico y el mar Cantábrico, entre las rías de O Vicedo y Ortigueira.
- Cabo Ortegal, entre la ría de Ortigueira y los acantilados de Teixido.
- Cabo Prior, al norte de Ferrol.
- Punta Santo Hadrián, cercana a Malpica.
- Cabo Vilán, que limita la ría de Camariñas.
- Cabo Touriñán, al sur de la ría de Camariñas, teniendo en una de sus orillas el punto más occidental de Galicia.
- Cabo Finisterre, considerado por los romanos como el fin del mundo conocido.
- Cabo Silleiro, que cierra por el sur la ría de Vigo.

### Sus Islas

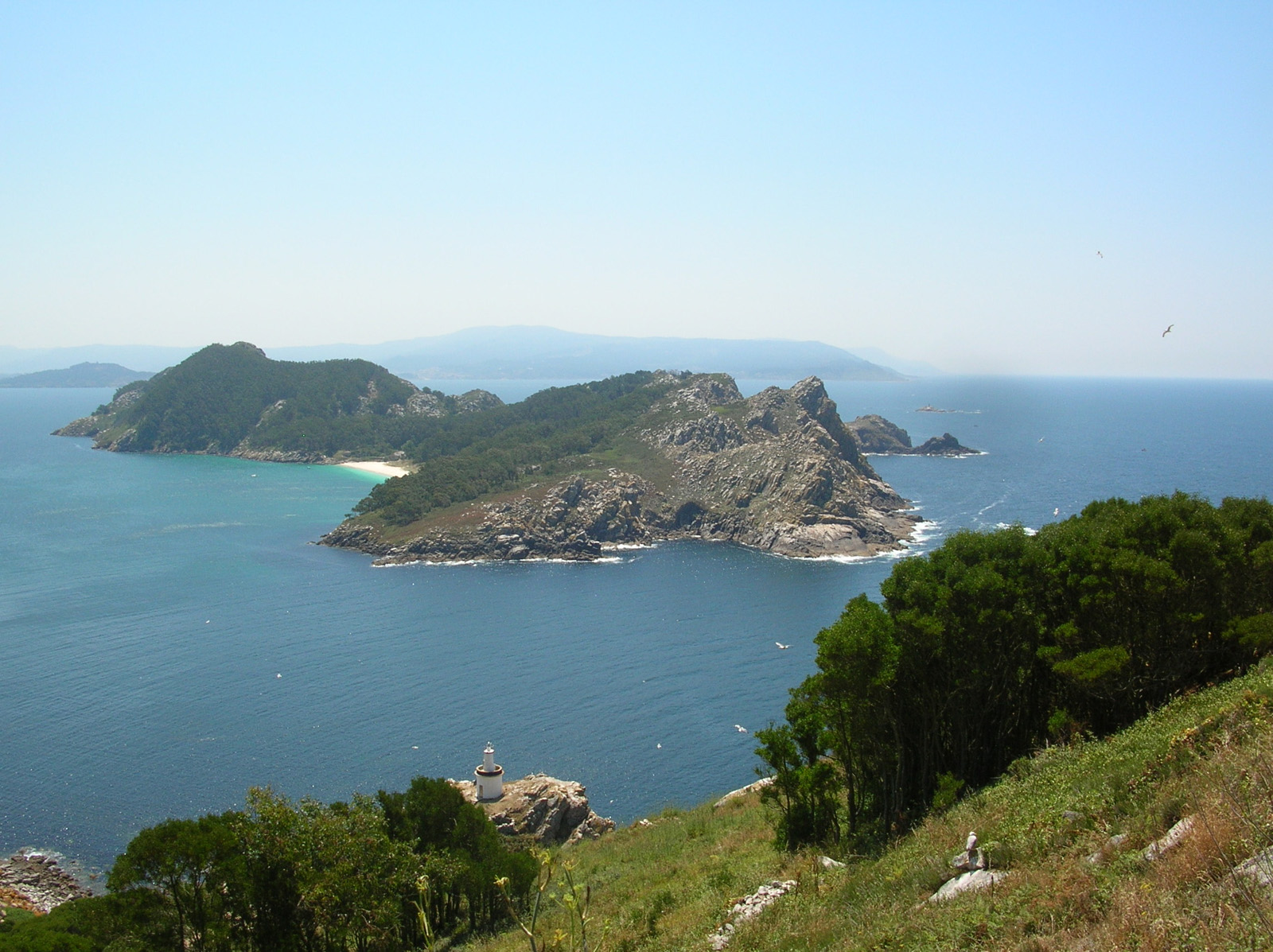
El archipiélago de las Islas Cíes forma parte desde 2002 del parque nacional de las Islas Atlánticas de Galicia

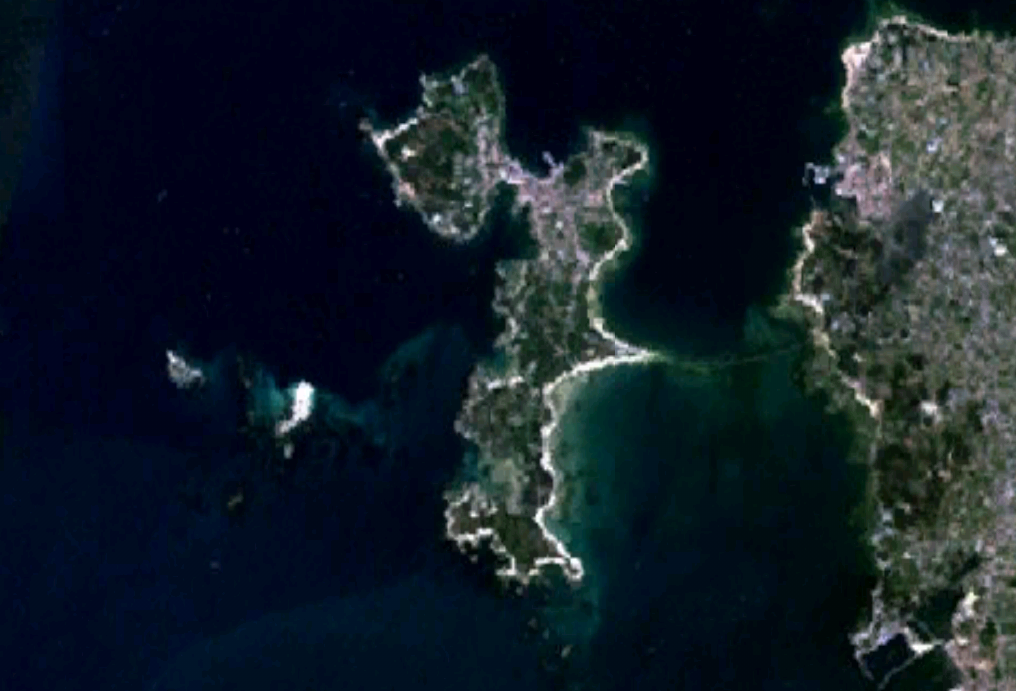
La Isla de Arosa con 4884 habitantes en 2005 constituye la isla más poblada de Galicia

Pertenece a Galicia el archipiélago de las islas Cíes (formado por la isla del Faro, isla de Monteagudo y la isla de San Martiño), el archipiélago de Ons (formado por la isla de Ons y la de Onza), el archipiélago de Sálvora (formado por las islas de Sálvora, Vionta y Sagres), así como otras islas como Cortegada, Arosa, las Sisargas, o las Malveiras; la mayor parte de las cuales pertenecen al parque nacional de las Islas Atlánticas.
A Galicia también le pertenecen multitud de islas más pequeñas e islotes. Se calcula que en la costa de Galicia hay 316 archipiélagos, islotes y peñascos.
Islas principales
| - Isla de Arosa - Islas Cíes - Isla de Ons - Isla de Sálvora - Isla de San Simón | - Isla Coelleira - Isla de Tambo - Isla de Cortegada - Islas Sisargas | - Isla de San Martiño - Isla Ansarón - Farallóns - Isla Pancha |

## El interior
El aspecto orográfico que presenta Galicia en su interior es de montañas bajas y romas, con multitud de ríos, estructurados como tributarios del Río Miño en el interior, y en las cuencas atlántica y cantábrica, ríos más cortos (en particular los que van al mar Cantábrico). Las pendientes suaves a veces ceden el paso a laderas escabrosas, como ocurre en los Cañones del Sil. En otras zonas aparecen amplios valles, si bien son minoritarios.
Galicia es recorrida de norte a sureste por dos fallas tectónicas, partiendo las características del suelo gallego por dichos lugares. Así, en la zona de Porriño se encuentran canteras de granito, roca muy abundante en buena parte de Galicia, pero ausente en el extremo nordeste.

### Ríos

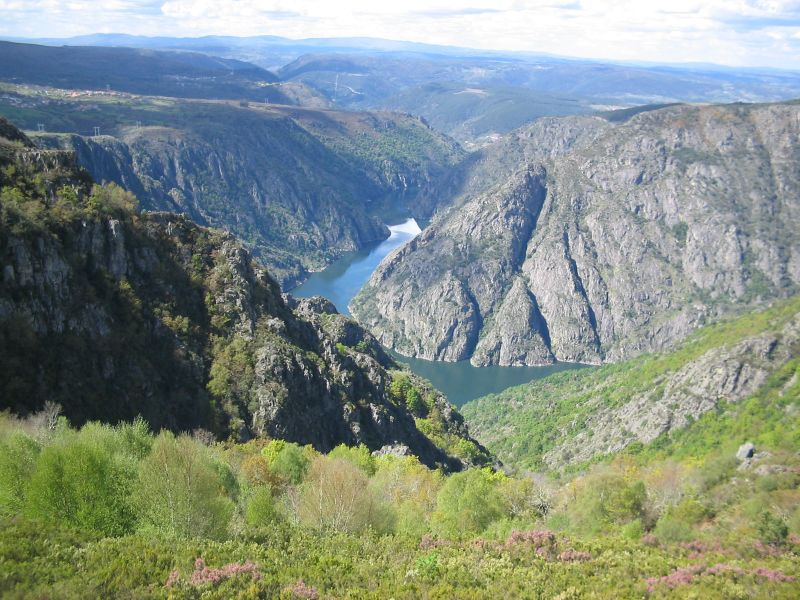
El Río Sil a su paso por la provincia de Lugo.

Galicia se califica muchas veces como la tierra de los mil ríos por la cantidad de cursos fluviales que mantiene. En general, y debido a su pequeñez, salvo el Miño en su desembocadura o en los muchos embalses, no son navegables (excepción hecha para pequeñas barcas en el tramo final sin pendiente de algunos, que propicia la celebración de fiestas semi-acuáticas como las llamadas "zaleas").
Son ríos muy largos en la vertiente cantábrica y algo más largos en la atlántica, con las excepciones nuevamente del Miño y el Sil que tienen una longitud de varios cientos de kilómetros.
Existen muchos embalses para la producción de energía eléctrica, debido al caudal, pendiente y angostura, lo que produce también el fenómeno de los cañones, como los célebres cañones del Sil (muchos de ellos aprovechados para embalses).

### Montes
Las montañas más altas son Peña Trevinca, con una altura superior a los 2000 m (en el límite administrativo de la comunidad autónoma) y Cabeza de Manzaneda, ambas en Orense.
Sin embargo, con las características antes citadas, existen diversas sierras o cadenas montañosas, entre ellas: 
- Sierra del Gistral entre la Mariña de Lugo y la Tierra Llana, con Cadramón (1.019 m) y Monseiván (929 m) como puntos más altos.
- Sierra de Ancares, haciendo frontera con León y Asturias, con el pico de Pena Rubia (1.821 m) como altura reina.
- Sierra del Caurel, al norte del río Sil, también en frontera con León, con el monte Faro (1.606 m).
- Sierra del Eje, con Peña Trevinca (2.124 m), frontera entre Orense y Zamora.
- Macizo Central Orensano, con Cabeza de Manzaneda (1.778 m), en el corazón de la provincia de Orense.
- Sierra de Faro, con el monte Cantelle (1.222 m) frontera entre Lugo y Pontevedra.
- Sierra de Cova da Serpe, con el pico del mismo nombre (841 m) entre Lugo y La Coruña.
- Monte Pindo, (Próximamente parque natural), 640 metros, siendo más alto que los acantilados de San Andrés de Teixido. Las mejores vistas al Cabo de Finisterre, playa de Carnota, ría de Corcubión,etc. Difícil acceso.
- Montemayor, con el pico de Meda (569 m) en la provincia de La Coruña.
- Montes de Testeiro, entre Pontevedra y Orense, con el Faro de Avión (1.151 m).
- Sierra de Peneda, sierra del Jurés y sierra de Laroco haciendo frontera entre Orense y Portugal con montes como el Aguioncha (1.240 m).